# Глыби
Глыби — деревня в Фировском районе Тверской области. Входит в состав Рождественского сельского поселения.
Находится в 17 километрах к северу от районного центра посёлка Фирово.
Населения по переписи 2010 года 2 жителя.